# Oraško Brdo
Oraško Brdo (szerbül: Орашко Брдо) kihalt szerb falu Bosznia-Hercegovinában, a Bosznia-hercegovinai Föderáció Una-Szanai kantonjában, Bosanski Petrovac községben. 

## Fekvése
Bosznia-Hercegovina nyugati részén, Bihácstól légvonalban 25, közúton 28 km-re délkeletre, Bosanski Petrovactól légvonalban 24, közúton 31 km-re északnyugatra, az Orašac feletti kis fennsíkon, a Krš nevű erdő és a Lupina nevű hegy között  található, így Bosanski Petrovac község északnyugati részének szélső pontját alkotja. A falu délről Prkosival, délkeletről Vrtočével, nyugatról Orašaccal, északnyugatról Ćukovival, északról Lipával és Teočakkal határos. Oraški Brdo határának legészakibb részén halad át az M5-ös, Bosanski Petrovac–Bihács autópálya. Közúton Prkosin át közelíthető meg. 
A Prkosi határának nagy részét egy nagy mező képezi, amely Brđansko polje (Oraško Brdo) és Prkoško polje (Prkosi) részekre oszlik. Ezt a mezőt nyugatról a Krš-erdő határolja, amely Oraško Brdón és Prkosin keresztül húzódik, keletről pedig a Lupina-hegy határolja, amely szintén átnyúlik mindkét falun. Vrtoče felé eső határa a Lupina-hegy, Orašac és Ćukovi felé eső határa a Krš feletti csúcsok mentén halad. Délről északra haladva ezek a következők: a 752 m-es magaslat, a Jerkovića vršeljak (777 m), a Gradina (817 m), a Talića vrh, a Gradina (798 m) és a 790 m-es magaslat, amely egyúttal Oraški Brdo, Ćukovo és Lipa hármas határa. Lipa felé a Ćukovsko polje képezi a határt, míg a Teočak felőli határ a főútról Brusovacon keresztül a Lupináig húzódik fel.
A falutól nyugatra egy erdő és a Krš vagy Kraj nevű zord terület húzódik, amelyre a fent említett csúcsok néznek. Az erdő egy részét Zbijegnek hívják. A falutól keletre található a Lupina-hegy, a Tukovi (943 m) és a Kamenica (1128 m) csúcsaival. Lupinát északról délre patakok szelik át, amelyek közül a legnagyobbak a Miljevića-patak, a Ćulibrkova-patak, a Borić-patak és a Maura-patak. A szántók és rétek közül a Brđansko polje, a Ćukovsko polje és a Poprekuša a jelentősebb. A falu délnyugati részén található a Ciganovac-forrás. A falunak nincs temploma, azonban három nagyobb temetője is van.
Oraško brdónak öt településrésze van. A Kršben (Kraj) található Potkrajčani falucska. A falut Pod Kršónak, Pod Krajnak vagy Potkrajnak is nevezik. Pod Kršo az azonos nevű prkosi faluval határos. 1995-ös elmeneküléséig ebben a falucskában éltek a Čubril, Drljač, Vujinović és Jerković családok. Lipa és Teočak közelében található Čiče falucskája, amelyet Brusovacnak is neveznek. A topográfiai térképeken Veliki Brusovac néven is szerepel, mivel Teočakban is van egy Brusovac falucska, amelyet a térképeken Mali Brusovacként jelölnek. Čičén éltek a Čiče és Zorić családok, Mandića draga falucskában pedig a Mandićok. Krstine falucsakát Potkrstinének is nevezik, a Petrović, a Drljač és Zorić családok éltek itt. Podlupina (Pod Lupin) falucska a Prkosi felé eső részen fekszik és az azonos nevű Prkosihoz tartozó faluval határos. Ezt a településrészt, mely mind közül a legnagyobb volt, a Miljević, a Karakaš, a Ćulibric, a Pilipović, az Egelj, a Labus, a Bosančić és az Ožegović családok (akik a Prkosiak szerint az utolsó ház voltak) lakták.

## Népessége
| Nemzetiségi csoport | Népesség 1991 | Népesség 2013 |
| ------------------- | ------------- | ------------- |
| Szerb               | 64            | 0             |
| Bosnyák             | 0             | 0             |
| Horvát              | 0             | 0             |
| Jugoszláv           | 1             | 0             |
| Egyéb               | 0             | 0             |
| Összesen            | 65            | 0             |

## Története
Határában található a 9. századig használt illír erődök egyike, mely ahhoz az időszakhoz kötődik, amikor az illírek felkeltek a római uralom ellen, amikor végleg el kellett fogadniuk a római megszállást. Az erőd a Kršben egy 580x284 méteres fennsíkon található, amelyet többszörös, helyenként ötszörös sánc védett. A feltételezések szerint ez lehetett Seretion városa, amelyet a történelmi dokumentumok említenek, de amelynek a helyét máig sem sikerült teljes bizonyossággal meghatározni.

## Nevezetességei
- Gradina u Kršu, nagy méretű ókori illír erődítmény maradványai a Krš-erdőben.[6]

## Fordítás
- Ez a szócikk részben vagy egészben  az   Oraško Brdo című bosnyák Wikipédia-szócikk ezen változatának fordításán alapul.  Az eredeti cikk szerkesztőit annak laptörténete sorolja fel. Ez a jelzés csupán a megfogalmazás eredetét és a szerzői jogokat jelzi, nem szolgál a cikkben szereplő információk forrásmegjelöléseként.
- Ez a szócikk részben vagy egészben  a(z)   Орашко Брдо című szerb Wikipédia-szócikk ezen változatának fordításán alapul.  Az eredeti cikk szerkesztőit annak laptörténete sorolja fel. Ez a jelzés csupán a megfogalmazás eredetét és a szerzői jogokat jelzi, nem szolgál a cikkben szereplő információk forrásmegjelöléseként.